# 北海坑道 (東引鄉)
東引北海坑道，是位於中華民國福建省連江縣東引鄉燕秀澳西側的一條隧道，過去為陸軍馬祖防衛指揮部因戰略因素興建，專供游擊戰艇停泊使用的地下碼頭。

## 歷史
1958年第二次台海危機後，為避免惡劣天氣和解放軍襲擊，根據連江縣志續修初稿兵事志中，「馬祖小艇坑道案」工程始於1965年馬防部司令官雷開瑄的建議，但參謀總長黎玉璽呈蔣中正總統批示為「緩辦」。後因文化大革命造成台海情勢動盪，因戰略任務需要，1969年1月，國防部批准於雷開瑄司令官任內，分別在南竿、北竿、東引、西莒開鑿小艇坑道。以用於停泊機械化登陸艇與游擊戰艇，好方便軍方人員進行物資卸載。 
1969年1月，經簽奉蔣中正總統指示後，將馬祖小艇坑道案定名為北海案，並列為第一優先構建設施，於2月10日調派加強之工兵營、工兵連以及所需機具分赴東引開鑿小艇坑道，坑道至1970年宣告完工。坑道興建完成不久，所在域即因颱風來襲，使露天水道內側岩壁的防波堤沒辦法阻擋，造成「鐵血號」交通船沉沒，1972年初，馬防部覆請在東莒構築小艇船台一節，經國防部研擬，因東引坑道受強颱衝擊，致閘門大部份設施倒塌，派遣陸軍第十軍團司令部工兵第519營封閉南橋入口，東引北海坑道一節停止施工。
2000年2月，馬祖國家風景區管理處斥資新台幣1260萬元動工整修北海坑道，2001年整修後開放，內部重建步道及欄杆，坑道末端樹立八名軍人紀念塑像，坑道旁興建紀念碑一座，另構築拱橋，後在2008年向公眾關閉。
2018年，為提升人工繁殖龍蝦的成功率，連江縣政府產業發展處、國立海洋大學選定東引北海坑道作為復育示範基地，興建擋浪牆防護坑道，增建四座露天養殖池。

## 結構
東引北海坑道坑道長約148公尺，寬約9至15公尺。